# ویتگندورف (تورینگن)
ویتگندورف (به آلمانی: Wittgendorf) یک شهر در آلمان است که در زارفلد-رودلشتات واقع شده‌است. ویتگندورف ۲۱۰ نفر جمعیت دارد.